# Jun'nosuke Yoshiyuki
Jun'nosuke Yoshiyuki (吉行 淳之介?, Yoshiyuki Jun'nosuke; Okayama, 13 aprile 1924 – Tokyo, 26 luglio 1994) è stato uno scrittore giapponese.

## Biografia
Nasce a Okayama, si trasferisce con la famiglia a Tōkyō. Nel 1945 si iscrive alla facoltà di letteratura inglese. Intraprende la carriera di giornalista abbandonando gli studi, e poi si dedica completamente a quella di scrittore. Il suo primo racconto, Hoshi no furu no yo no monogatari (Storia della notte in cui cadono le stelle) è del 1947 e il suo primo romanzo del 1952 Genshoku no machi (La città a colori) ambientato nei quartieri di piacere, tema caro allo scrittore. Nel 1954 vince il premio Akutagawa con il racconto Shūu (Acquazzone), grazie anche alla critica favorevole di grossi scrittori come Kawabata Yasunari. È stato anche traduttore dall'inglese, a lui si devono diverse traduzioni di opere di Henry Miller, in particolare Mademoiselle Claude e altri racconti. Nel 1967 riceve il Gran premio del Ministero dell'Educazione per il romanzo Hoshi to tsuki wa ten no ana (Gli occhi del cielo sono la luna e le stelle). Del 1969 è Anshitsu (La stanza buia), il primo romanzo ad essere tradotto in lingua occidentale, che l'anno seguente riceverà il prestigioso premio Tanizaki. Viaggia molto all'estero e nel 1980 arriva anche in Italia, a Venezia, accompagnato da Shinoyama Kishin, famoso fotografo di kabuki . Da questa esperienza nasce Venisu hikari to kage (Venezia Luci e ombre).
Il primo racconto in lingua italiana è Barahanbainin (Il venditore di rose), scritto nel 1950, tradotto nel 1984 da Rossella Zagnoli e pubblicato da Mondadori nel 1992 nell'ambito di una raccolta di autori giapponesi contemporanei titolata Racconti dal Giappone.